# Words of Wisdom
Words of Wisdom debitantski je album mađarskog power metal sastava Wisdom. Album je objavljen 6. studenog 2006. godine, a objavila ga je diskografska kuća Nail Records.

## Popis pjesama
Tekstovi i glazba: Gábor Kovács i Máté Molnár.
| 1.    | »Holy Vagabond«      | 3:50 |
| 2.    | »Reduced to Silence« | 3:59 |
| 3.    | »Masquerade«         | 3:40 |
| 4.    | »Wisdom«             | 3:44 |
| 5.    | »Victory«            | 4:25 |
| 6.    | »Take Our Soul«      | 3:11 |
| 7.    | »Sands of Time«      | 4:05 |
| 8.    | »Unholy Ghost«       | 3:11 |
| 9.    | »Wheels of the War«  | 4:44 |
| 10.   | »Wiseman Said«       | 1:02 |
| 11.   | »Words of Wisdom«    | 7:16 |
| 43:07 |                      |      |

## Zasluge
Wisdom
- Máté Molnár — bas-gitara
- Zsolt Galambos — gitara
- Gábor Kovács — gitara
- István Nachladal — vokali
- Péter Kern — bubnjevi

Dodatni glazbenici
- Tündi Szinyeri — zbor
- Nóri Pádár — zbor
- Pál Kökény — zbor
- Nikola Mijić — zbor

Ostalo osoblje
- Minerva Pappi — mastering
- Gyula Havancsák — omot albuma
- Gábor Kovács — inženjer zvuka, miksanje